# Imamiyamonzen-dōri
Pour les articles homonymes, voir Imamiya.
L'Imamiyamonzen-dōri (今宮門前通, Imamiyamonzen-dōri), ou Monzen-dōri (門前通, Monzen-dōri) est une voie du nord de Kyoto, dans l'arrondissement de Kita. Orientée nord-sud, elle début à l'Imamiya-dōri, devant le sanctuaire Imamiya, et termine au Funaokakita-dōri, au pied du Mont Funaoka (ja).
Il s'agit de la « route de visite » du sanctuaire Imamiya.

## Description

### Situation

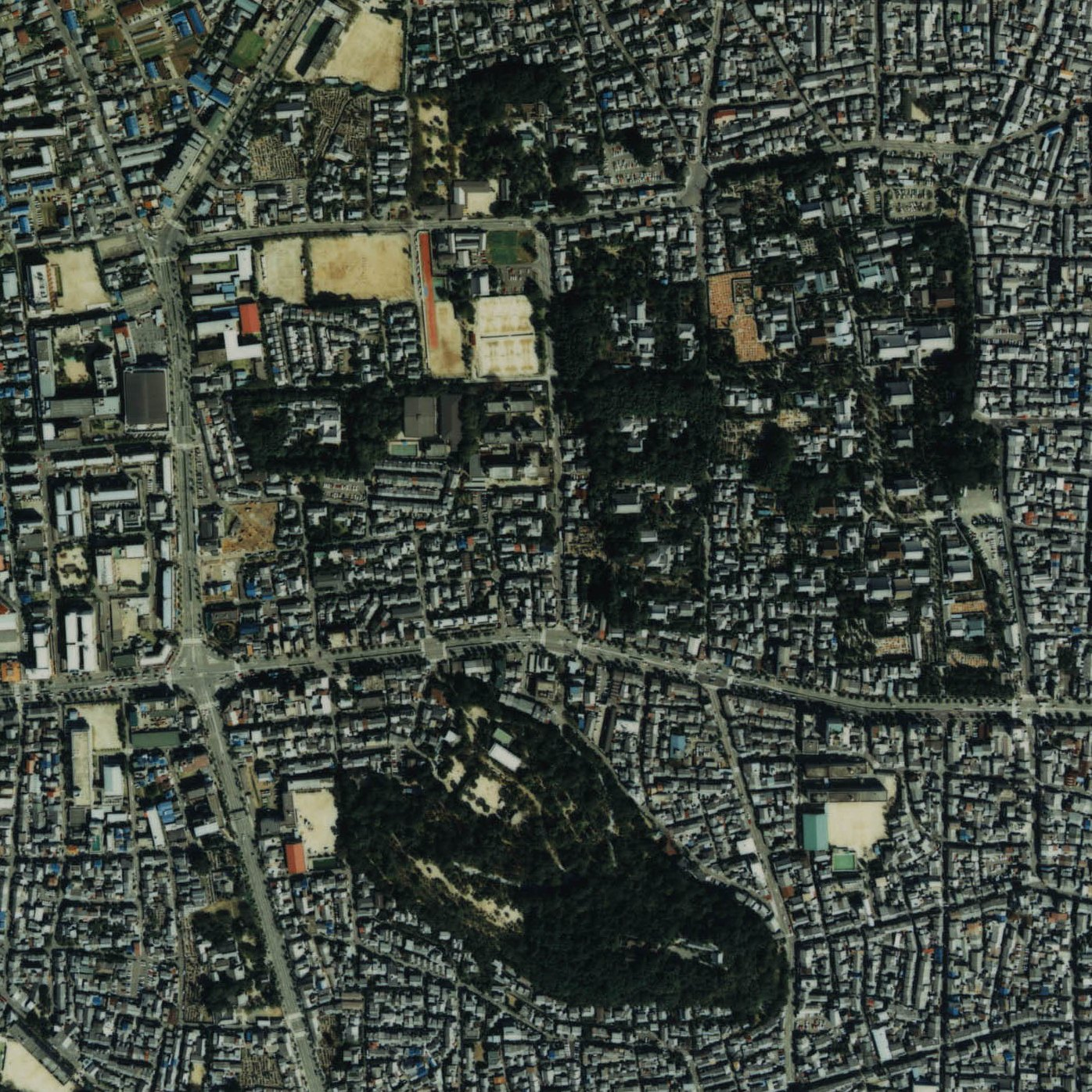
Vue aérienne du secteur du mont Funaoka, du Daitoku-ji et du sanctuaire Imamiya. La rue est au centre.

L'Imamiyamonzen-dōri est une rue du sud de l'arrondissement de Kita, dans le secteur Murasakino (紫野). Il commence dans le quartier de Murasakinodaitokuji-chō (紫野大徳寺町) et termine dans celui de Murasakinonishino-chō (紫野西野町). Son début se fait à l'Imamiya-dōri (今宮通), devant le sanctuaire shinto Imamiya-jinja (今宮神社),. Elle traverse le complexe du Daitoku-ji (大徳寺), puis termine au Funaokakita-dōri (船岡北通), au pied du Mont Funaoka (ja) (船岡山),. Selon certaines sources, elle termine à Kitaōji-dōri (北大路通), une rue plus au nord,. Elle suit le Funaokahigashi-dōri (船岡東通) à l'est et précède le Funaokanishi-dōri (船岡西通) et le Senbon-dōri (ja) (千本通) à l'ouest.
La circulation se fait dans les deux sens. La rue fait environ 500 mètres de long.

### Voies rencontrées
La liste des voies rencontrées, du nord au sud, en sens unique,. Les voies rencontrées de la droite sont mentionnées par (d), tandis que celles rencontrées de la gauche, par (g). Seules les rues ayant un nom sont listées.
1. Imamiya-dōri (今宮通)[2]
2. (d) Wakana-dōri (若菜通)
3. (d) Wakanaminami-dōri (若菜南通)
4. Kitaōji-dōri (北大路通)[2]
5. Funaokakita-dōri (船岡北通)

### Transports en commun

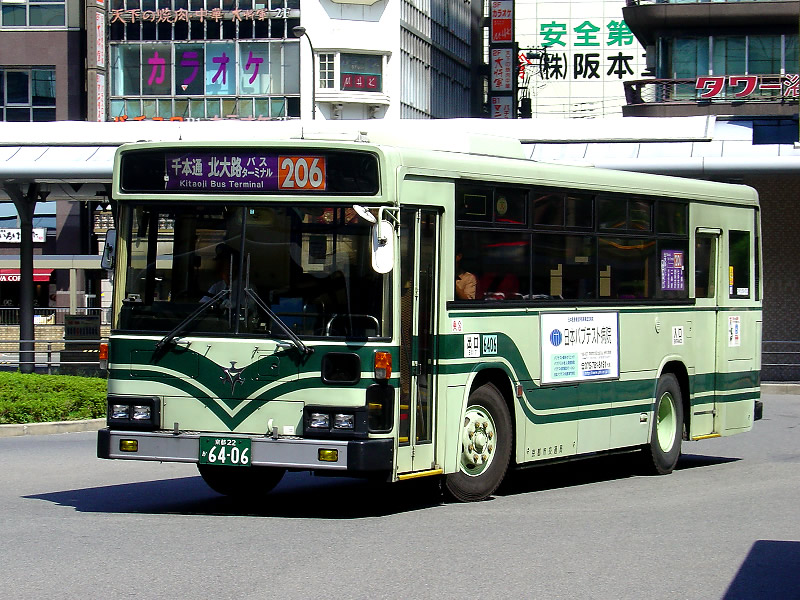
Autobus de la ligne 206 en direction du terminus de Kitaōji.

Les bus du réseau d'autobus de Kyoto (ja) ne passent pas sur la rue, mais on trouve un arrêt à son début et à sa fin. Ils sont Imamiya Jinja-mae (今宮神社前, ligne 46), au carrefour d'Imamiyamonzen et d'Imamiya, et Funaokayama (船岡山, lignes 1, 12, 204, 205, 206, M1, Nord8), au carrefour de Kitaōji et Imamiyamonzen.

## Odonymie
Le nom signifie littéralement « devant (前) la porte (門) d'Imamiya (今宮) » et vient du fait que la rue est la « route de visite » vers le sanctuaire Imamiya.
Elle est aussi appelée simplement « Monzen-dōri » (門前通). Il existe d'autres « Monzen-dōri » à Kyoto, comme Shinmonzen-dōri (ja) (新門前通) et Furumonzen-dōri (古門前通), dans l'arrondissement de Higashiyama.
Le carrefour de Kitaōji et Imamiyamonzen est appelé « Imamiyamonzen » (今宮門前) et est mentionné par des panneaux de signalisation,.

## Histoire

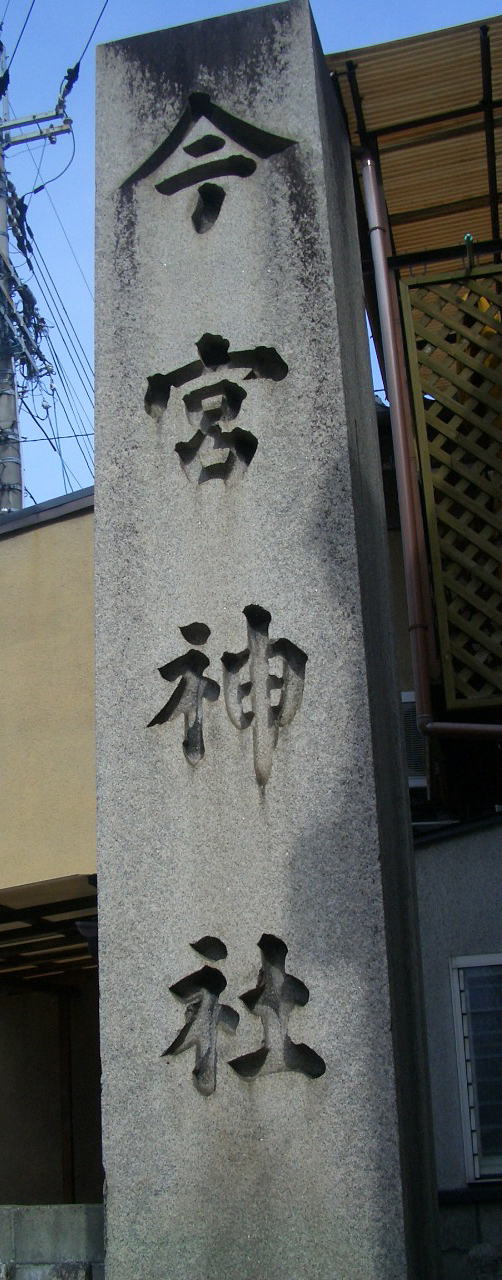
Stèle en pierre marquant la route vers le sanctuaire, au carrefour avec Kitaōji-dōri.

La rue est relativement récente et n'existait pas durant l'ère Meiji (1868-1912). À l'époque, le pèlerinage au sanctuaire Imamiya se faisait à partir d'une petite se séparant de Daitokuji-dōri vers l'ouest, l'actuelle Imamiya-dōri. Cependant, avec l'essor économique résultant de la restauration de Meiji, de nouveaux quartiers apparaissent au nord du mont Funaoka. Il est ainsi décidé en 1926 de construire une « route de visite » menant au sanctuaire par le sud, et c'est ainsi qu'est né Imamiyamonzen-dōri. Un portail est alors à l'extrémité nord de la nouvelle rue. La rue mène alors du sanctuaire jusqu'au mont Funaoka. Un nouveau portail de rouge écarlate plus grand et plus visible est construit au sud de la rue en 1928 à la demande de fidèles. En 1935, les rues Funaokita, Kitaōji, Wakanaminami, Wakana et Imamiya sont créées et reliées à Imamiyamonzen-dōri. 
En octobre 2017, le portail iconique de la rue est fortement endommagé par le typhon Lan (en). Il est finalement démantelé en décembre 2018 en vue d'être rénové et réinstallé plus tard. Entre temps, le portail était conservé à l'otabisho du sanctuaire Imamiya, au carrefour de Kitaōji et Ōmiya-dōri (ja). En novembre 2022, le portail est réinstallé.

## Patrimoine et lieux d'intérêt

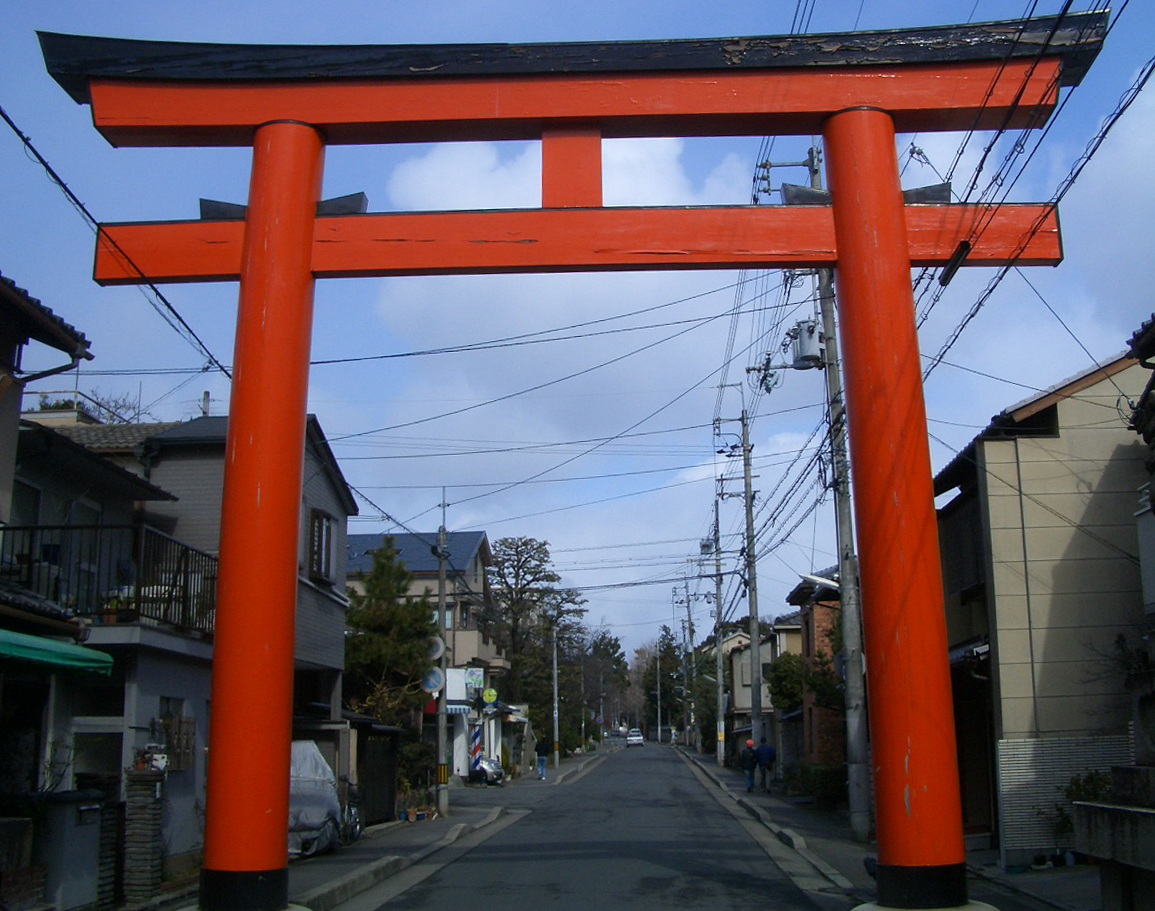
Portail (torii) du sanctuaire au sud de la rue.

La rue commence au sanctuaire shinto Imamiya-jinja (今宮神社). Dans le complexe du sanctuaire se trouvent plusieurs restaurants servant l'aburi-mochi (ja) (あぶり餅), une friandise qui y a été inventée. 
La rue traverse l'enceinte intérieure du Daitoku-ji (大徳寺), l'un des plus grands complexes bouddhistes de la ville. On trouve le long de la rue un mur de terre avec au-delà des rangées de bambou. Sur le mur de terre se trouvent des motifs d'art traditionnel japonais avec des personnages mythologiques comme Shō Ki et Hannya,. De nombreux gingkos sont aussi alignés le long du mur de terre. 
Le premier sous-temple du Daitoku-ji croisé est le Raikō-ji (来光寺), où l'on trouve un cerisier pleureur. Le sous-temple suivant est le Kōtō-in (高桐院), directement à l'est de la rue et accessible via une rue est-ouest sans nom. On trouve ensuite du côté ouest le lycée Murasakino (ja) (京都市立紫野高校). On trouve sur le terrain de l'école une stèle marquant l'emplacement des anciens sous-temples Zuigen-in (瑞源院), démantelé, et Daikō-in (ja) (大光院), encore existant, mais déplacé de l'autre côté de la rue,. Plus loin de l'école, à l'ouest, se trouve le seul autre sous-temple du Daitoku-ji à l'ouest de la rue, le Kohō-an (ja) (孤篷庵).
Au sud, après Kitaōji, se trouve le mont Funaoka et un accès à la montagne. Sur la montagne se trouve le sanctuaire shinto Kenkun-jinja (建勲神社). 

Quelques lieux d'intérêts
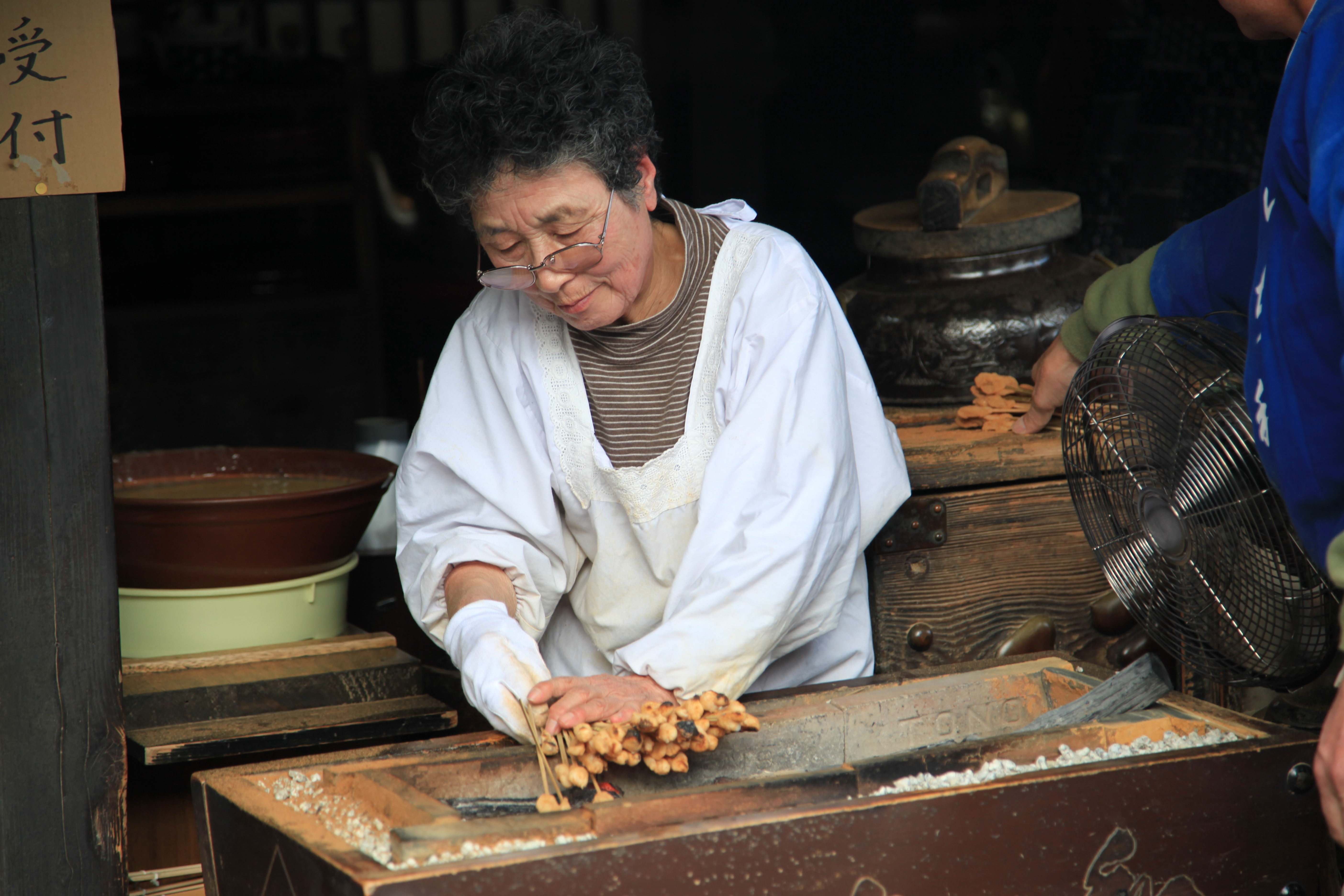
Fabrication de l'aburi-mochi dans l'Imamiya-jinja
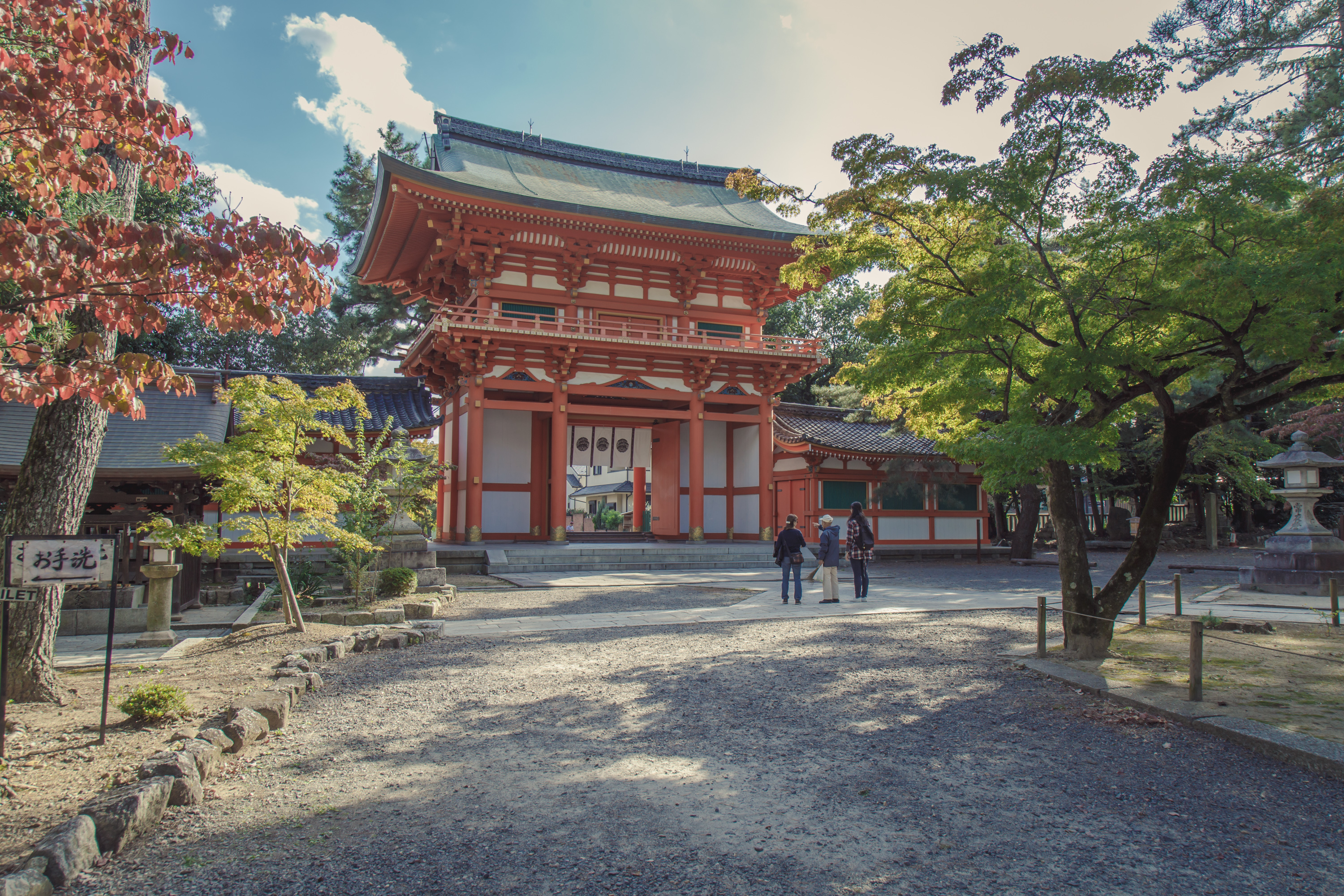
Portail principal de l'Imamiya-jinja
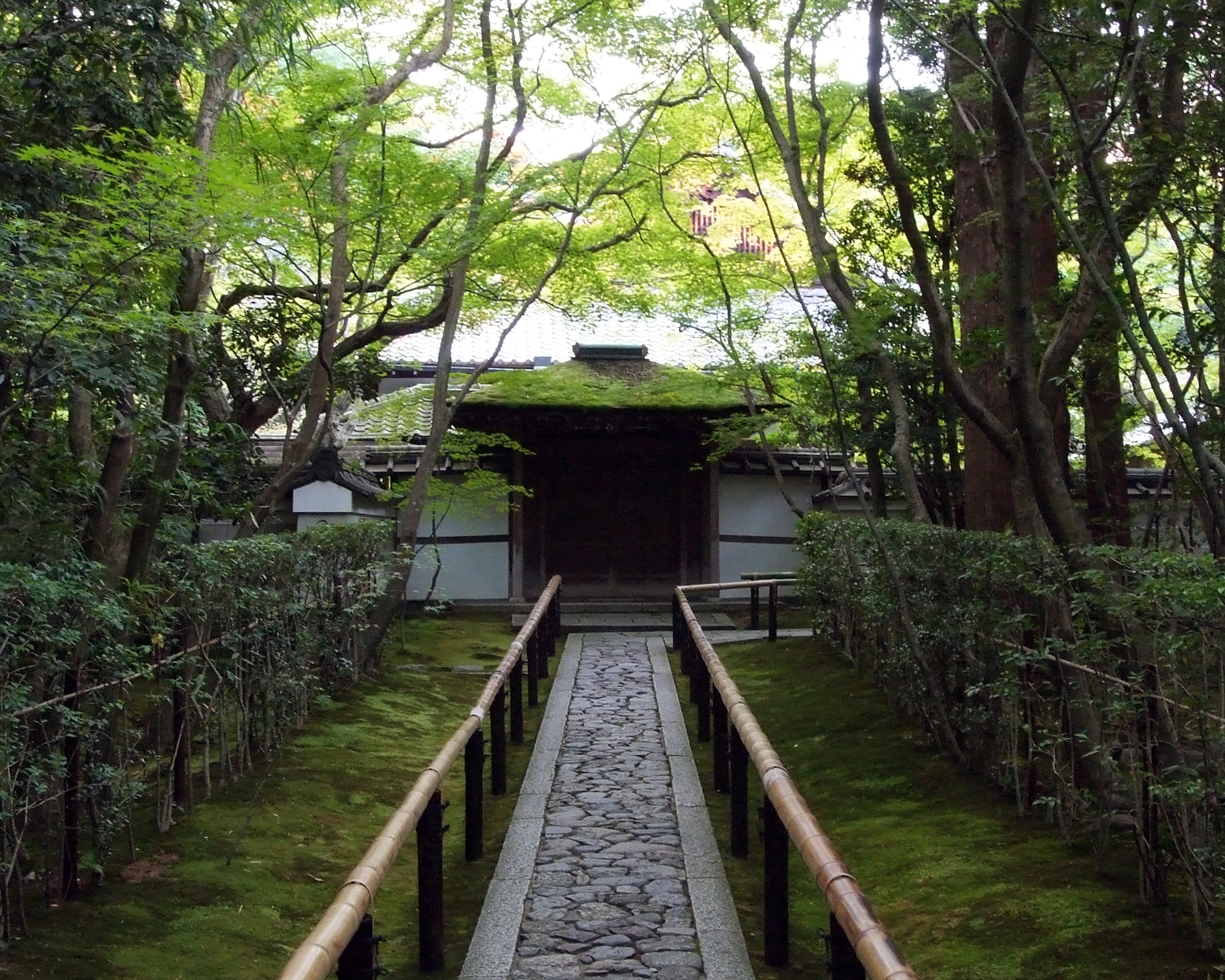
Bâtiment principal du Kōtō-in
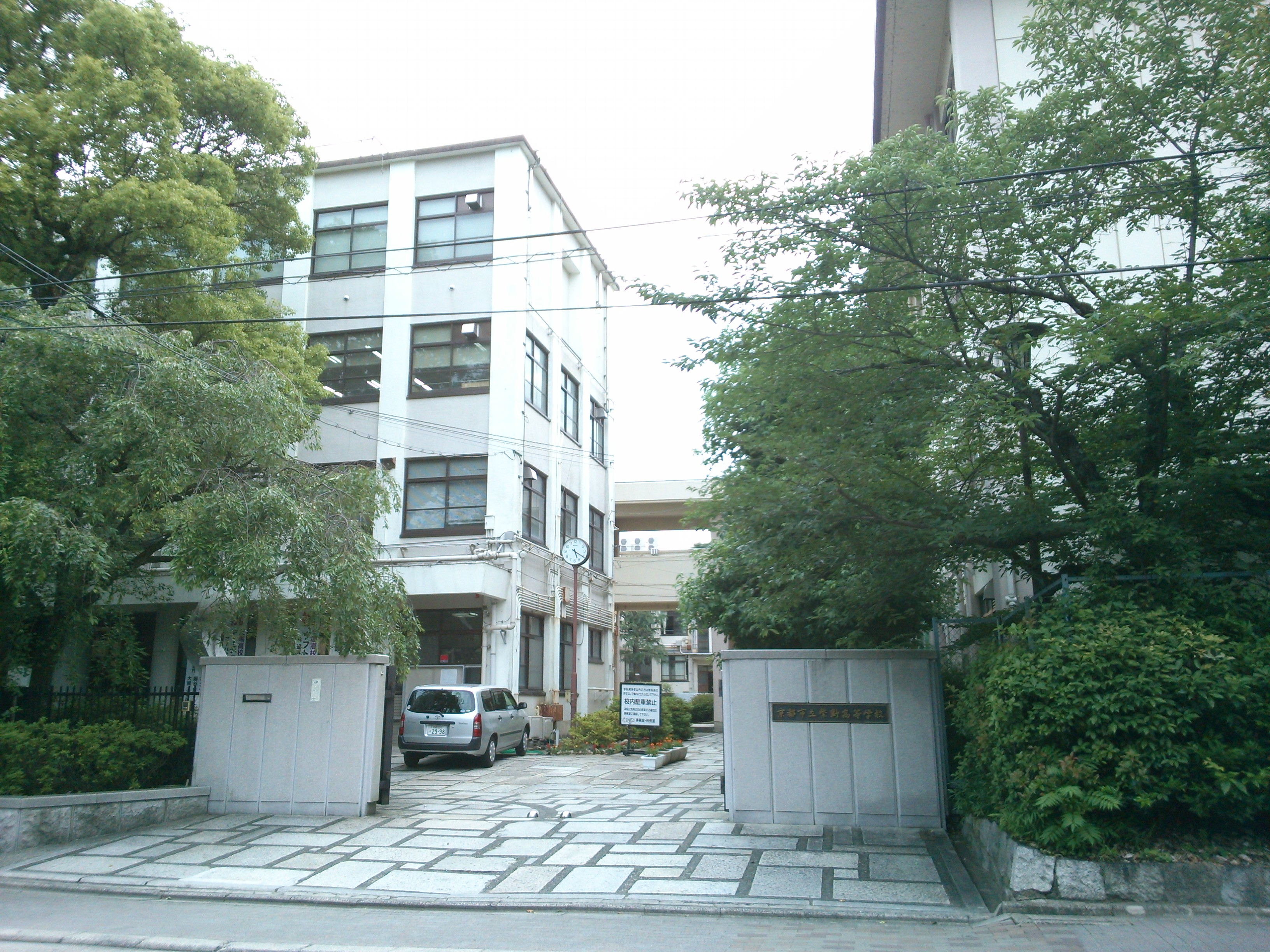
Lycée Murasakino vu depuis Imamiyamonzen
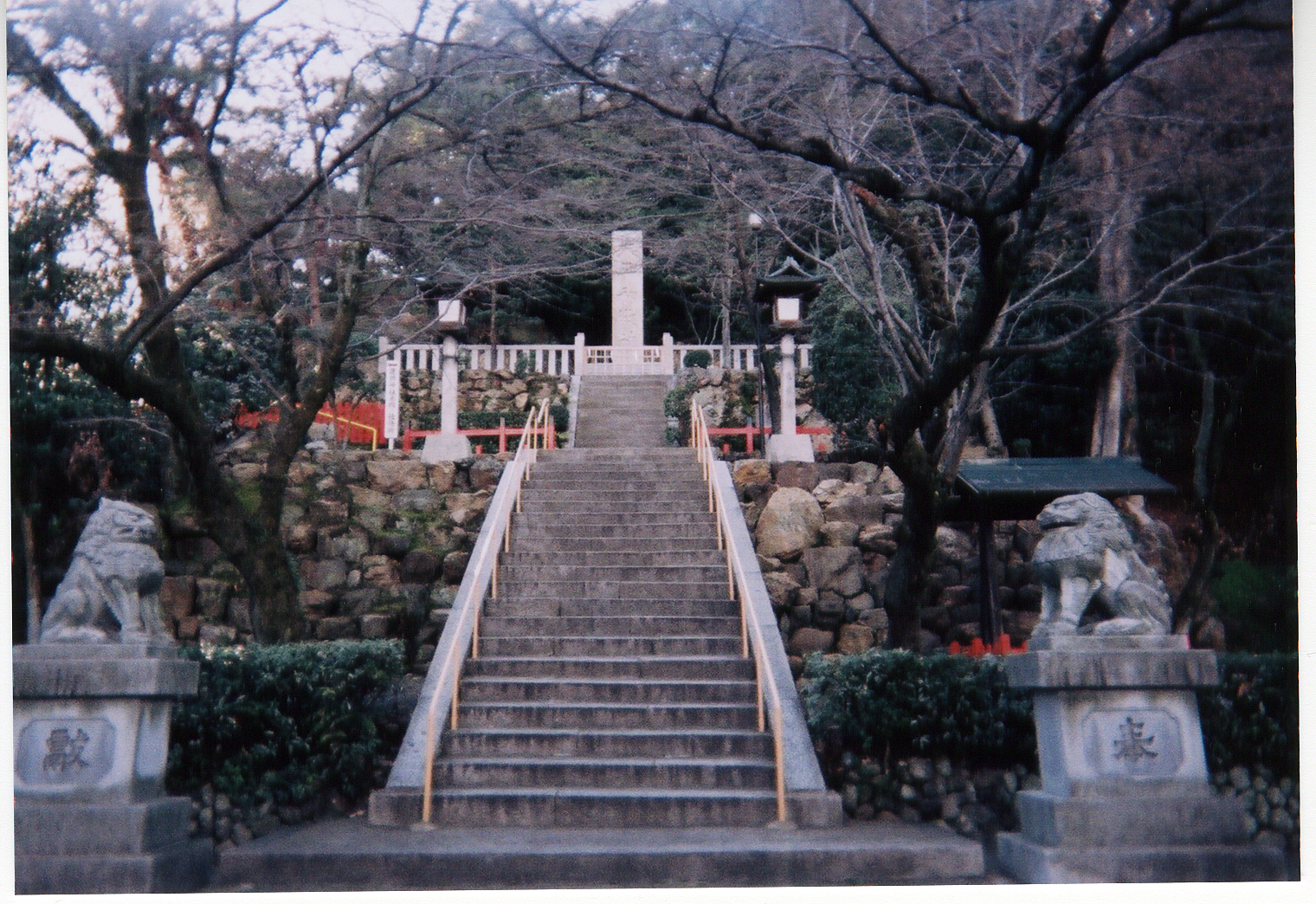
Sanctuaire Kenkun-jinja